# German Rubtsov
German Aleksandrovitj Rubtsov, ryska: Герман Александрович Рубцов, född 27 juni 1998, är en rysk professionell ishockeyforward som tillhör Florida Panthers i NHL och spelar för deras farmarlag Charlotte Checkers i AHL.
Han har tidigare spelat på NHL-nivå för Philadelphia Flyers och på lägre nivåer för Lehigh Valley Phantoms i American Hockey League, HK Vitjaz Podolsk i Kontinental Hockey League (KHL); Saguenéens de Chicoutimi och Titan d’Acadie-Bathurst i Ligue de hockey junior majeur du Québec (LHJMQ) och Russkije Vitjajei och Rysslands U18-landslag i Molodjozjnaja chokkejnaja liga (MHL).
Rubtsov draftades av Philadelphia Flyers i första rundan i 2016 års draft som 22:a spelare totalt.

## Statistik
| 2014–2015    | Russkije Vitjajei        | MHL          | 11 | 1  | 4  | 5  | 4  | 1  | 0 | 0 | 0  | 0  |
| 2015–2016    | Rysslands U18-landslag   | MHL          | 28 | 12 | 14 | 26 | 10 | 3  | 0 | 1 | 1  | 0  |
| 2016–2017    | HK Vitjaz Podolsk        | KHL          | 15 | 0  | 0  | 0  | 6  | —  | — | — | —  | —  |
|              | Russkije Vitjajei        | MHL          | 15 | 7  | 8  | 15 | 16 | —  | — | — | —  | —  |
|              | Saguenéens de Chicoutimi | LHJMQ        | 16 | 9  | 13 | 22 | 4  | —  | — | — | —  | —  |
| 2017–2018    | Saguenéens de Chicoutimi | LHJMQ        | 11 | 3  | 8  | 11 | 0  | —  | — | — | —  | —  |
|              | Titan d’Acadie-Bathurst  | LHJMQ        | 38 | 12 | 20 | 32 | 11 | 19 | 5 | 5 | 10 | 11 |
| 2018–2019    | Lehigh Valley Phantoms   | AHL          | 14 | 6  | 4  | 10 | 0  | —  | — | — | —  | —  |
| 2019–2020    | Philadelphia Flyers      | NHL          | 1  | 0  | 0  | 0  | 0  | —  | — | — | —  | —  |
|              | Lehigh Valley Phantoms   | AHL          | 7  | 1  | 5  | 6  | 6  | —  | — | — | —  | —  |
| NHL totalt   | NHL totalt               | NHL totalt   | 1  | 0  | 0  | 0  | 0  | —  | — | — | —  | —  |
| AHL totalt   | AHL totalt               | AHL totalt   | 21 | 7  | 9  | 16 | 6  | —  | — | — | —  | —  |
| LHJMQ totalt | LHJMQ totalt             | LHJMQ totalt | 65 | 24 | 41 | 65 | 15 | 19 | 5 | 5 | 10 | 11 |
| MHL totalt   | MHL totalt               | MHL totalt   | 54 | 20 | 26 | 46 | 30 | 4  | 0 | 1 | 1  | 0  |

### Internationellt
| Källa: Uppdaterad: 2019-11-02 | Källa: Uppdaterad: 2019-11-02 | Källa: Uppdaterad: 2019-11-02 |         | Utv = Utvisningsminuter | Utv = Utvisningsminuter | Utv = Utvisningsminuter | Utv = Utvisningsminuter | Utv = Utvisningsminuter |
| År                            | Lag                           | Mästerskap                    | Matcher | Mål                     | Assists                 | Poäng                   | Utv                     |                         |
| ----------------------------- | ----------------------------- | ----------------------------- | ------- | ----------------------- | ----------------------- | ----------------------- | ----------------------- | ----------------------- |
| 2015                          | Ryssland                      | U18-VM                        | 5       | 1                       | 1                       | 2                       | 2                       |                         |
| 2015                          | Ryssland                      | Ivan Hlinka                   | 5       | 1                       | 3                       | 4                       | 16                      |                         |
| 2017                          | Ryssland                      | JVM                           | 5       | 0                       | 0                       | 0                       | 0                       |                         |
| Junior totalt                 | Junior totalt                 | Junior totalt                 | 15      | 2                       | 4                       | 6                       | 18                      |                         |